# عزلة اشموس (تعز)

تعديل مصدري - تعديل

عزلة اشموس هي إحدى عزل مديرية شرعب السلام في محافظة تعز اليمنية ويبلغ تعداد سكانها 2814 نسمة حسب التعداد السكاني في اليمن لعام 2004.